# جون نورثروب
جون نورثروب (John Howard Northrop) هو عالم كيمياء حيوية أمريكي ولد في 5 يوليو 1891 وتوفي 27 مايو 1987.
ولد في يونكرز بنيو يورك ودرس في جامعة كولومبيا وتحصل منها على الدكتوراه سنة 1915. خلال الحرب العالمية الأولى عمل في قسم الكيمياء بالجيش الأمريكي وعمل على إنتاج الأسيتون والايتانول من خلا عملية التخمر مما قاده للعمل على الانزيمات. من سنة 1916 إلى تقاعده سنة 1961 عمل في معهد روكفيلر للأبحاث الطبية. في سنة 1949 عين أستاذًا لعلم الأحياء الدقيقة في جامعة كاليفورنيا في بيركلي.
أصدر خلال حياته العملية عدد مؤلفات علمية خصوصا في كيمياء الانزيمات والبوتينات.
تحصل على جائزة نوبل في الكيمياء سنة 1946 لأعماله على الانزيمات.

## روابط خارجية
- جون نورثروب على موقع الموسوعة البريطانية (الإنجليزية)
- جون نورثروب على موقع مونزينجر (الألمانية)
- جون نورثروب على موقع إن إن دي بي (الإنجليزية)